# Женская сборная Болгарии по баскетболу 3×3
Женская сборная Болгарии по баскетболу 3×3 представляет Болгарию на международных соревнованиях по баскетболу 3×3. Управляющим органом является Болгарская федерация баскетбола.
По состоянию на 8 сентября 2024, женская сборная Болгарии по баскетболу 3×3 занимает 74-е место в мировом рейтинге ФИБА женских сборных по баскетболу 3×3.

## Результаты выступлений
| Турнир                           | Золото | Серебро | Бронза | Всего |
| -------------------------------- | ------ | ------- | ------ | ----- |
| Чемпионат мира по баскетболу 3×3 | —      | —       | —      | —     |
| Итого                            | —      | —       | —      | —     |

### Чемпионат мира по баскетболу 3x3
| Год        | Место          | Игры           | Победы         | Поражения      | Состав команды                                                              |
| ---------- | -------------- | -------------- | -------------- | -------------- | --------------------------------------------------------------------------- |
| Афины 2012 | 12             | 6              | 3              | 3              | Radoslava Bachvarova, Dimana Georgieva, Hristina Ivanova, Roksana Yordanova |
| 2014—н. в. | не участвовали | не участвовали | не участвовали | не участвовали | не участвовали                                                              |